# Cantagiro 1969

La cantante Dori Ghezzi, che al tempo si esibiva ancora come solista, ovvero non in coppia con Wess, firma autografi per i fan dopo la tappa di Genova (da Stampa Sera del 29 giugno 1969)

Il Cantagiro 1969 partì il 25 giugno da Cuneo e si concluse il 12 luglio con la finale a Recoaro Terme.
Questa edizione fu presentata da Nuccio Costa, Dany Paris e Johnny Dorelli.
Tappe
- 25 giugno: Cuneo
- 26 giugno: Alessandria
- 28 giugno: Savona
- 29 giugno: Genova
- 30 giugno: Marina di Massa
- 1º luglio: Follonica
- 2 luglio: Benevento
- 3 luglio: Torre Annunziata
- 4 luglio: Campobasso
- 5 luglio: Lanciano
- 6 luglio: Teramo
- 7 luglio: Civitanova Marche
- 8 luglio: Senigallia
- 9 luglio: Ravenna
- 10 luglio: Chioggia
- 11 luglio: Bibione
- 12 luglio: Recoaro Terme

## Elenco delle canzoni

### Girone A
1. Massimo Ranieri - Rose rosse (889 voti)[1]
2. Camaleonti - Viso d'angelo (886 voti)[1]
3. Lucio Battisti - Acqua azzurra, acqua chiara (861 voti)[1]
4. Equipe 84 - Tutta mia la città (823 voti)[1]
5. Mal - Pensiero d'amore (818 voti)[1]
6. Caterina Caselli - Emanuel (818 voti)[1]
7. The Rokes - 28 giugno (803 voti)[1]
8. Michele - Soli si muore (797 voti)[1]
9. Mino Reitano - Daradan (787 voti)[1]
10. Dori Ghezzi - Casatschok (735 voti)[1]

- Gian Pieretti - Celeste
- Giuliana Valci - Le rose nella nebbia
- Iva Zanicchi - Un bacio sulla fronte
- Jimmy Fontana - Melodia
- Junior Magli - Ama il prossimo tuo
- Nicola Di Bari - Eternamente

### Girone B (Giovani)
1. Rossano - Ti voglio tanto bene
2. Paolo Mengoli - Perché l'hai fatto

- Marcella - Il pagliaccio
- Ambra Borelli - Mela acerba
- Anonima Sound - Josephine
- Diego Peano - Proibito
- Franco Guidi - Amico mio riposati
- Gianaca - Trionfo
- Gianni Davoli - Il canotto
- Gianni Nazzaro - Incontri d'estate
- Gli Hugu Tugu - Chimmè chimmà
- Guido Renzi e i Meno Uno - Amica mia
- I Baci - Il successo della vita
- I Dalton - Da cinque anni
- Gens - In fondo al viale
- Pooh - Mary Ann
- Profeti - La tua voce
- I Quelli - Dici
- Irene Conte - E manchi solo tu
- Leonardo - Il sole nel cuore (Happy heart)
- Mimma - Goodbye
- Paola Musiani - Deserto
- Paolo Simone - Grazie dei fiori
- Pascal - Amore siciliano
- Roberto Fia - Amore mio riposati
- Salis & Salis - Il tuo ritorno
- The Four Kents - La sbornia
- The Motowns - Sogno, sogno, sogno
- Wess & The Airedales - Ti ho inventata io

### Girone C (Folk)
non c'è classifica
- Bruno Lauzi - Arrivano i cinesi
- Cochi e Renato - Un pezzo di pane
- Gabriella Ferri - È scesa ormai la sera
- Giorgio Gaber - Il Riccardo
- Lino Toffolo - Oh Nina
- Matteo Salvatore e Adriana Doriani - Lu soprastante
- Pippo Franco - La licantropia
- Ugolino - Ma che bella giornata